# مقبرةالعرفا

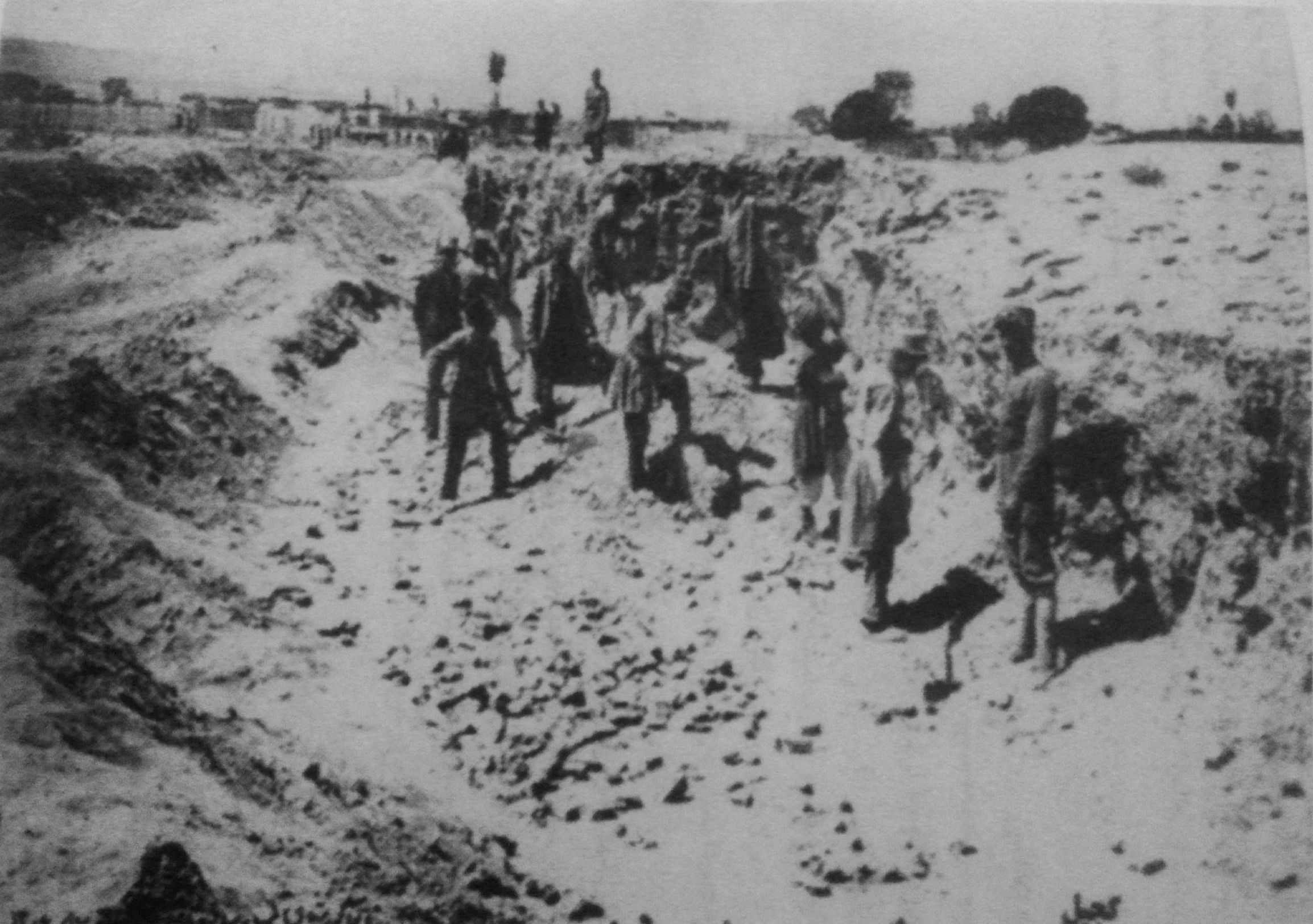
عملیات عمرانی در گورستان گجیل

مقبرةالعرفا (گورستان گجیل) یکی از گورستان‌های تاریخی شهر تبریز است. این گورستان به شمارهٔ ۳۲۷۲۷ در تاریخ ۱۳۹۸/۲/۱۰ با عنوان محوطه تاریخی باغ گلستان (گورستان تاریخی گجیل - مقبرةالعرفا) در فهرست آثار ملی ایران به ثبت رسیده‌است.
مقبرةالعرفا مدفن ده‌ها تن از ادیبان و عارفان ایران از جمله شمس تبریزی را در خود جای داده‌است. مقبرةالعرفا در دورهٔ پهلوی تخریب شده و در محل آن، باغ گلستان احداث گردید.
در منابع متعدد تاریخی نظیر «بلدیهٔ سلطان بلد»، «رسالهٔ سپه‌سالار»، «مجمل فصیح» و «مناقب ولایت‌نامه» آرامگاه شمس تبریزی در تبریز و در گورستان گجیل (مقبرةالعرفا) ذکر شده‌است. هم‌چنین در لغت‌نامهٔ دهخدا و کتاب‌های منتشرشده توسط شهرداری تبریز نیز به دفن این عارف در این شهر اشاره شده‌است.

## ایجاد
بنای مقبرةالعرفا به زبیده خاتون –همسر هارون‌الرشید- نسبت داده می‌شود. او پس از این‌که در تبریز درمان شد، در محل فعلی گورستان گجیل، اقدام به ایجاد باغی کرد. زبیده خاتون یک شب در خواب دید که از درختان باغ‌اش، سر انسان‌ها به صورت میوه حاصل شده و معبران این‌گونه تعبیر کردند که این باغ تبدیل به گورستان خواهد شد. او نیز در این امر پیش‌دستی کرده و دستور داد تمام درختان باغ قطع شده و در محل آن، گورستانی جدید ایجاد شود.

## بنای یادمان
بنای یادمان شمس تبریزی در باغ گلستان و در محل گورستان تاریخی مقبرةالعرفای تبریز ساخته خواهد شد. پس از احداث این بنا، بنیاد پژوهشی، علمی و فرهنگی شمس‌شناسی نیز در همین مکان تأسیس خواهد گردید. مجری ساخت این بنا، یکی از سرمایه‌گذاران تبریزی مقیم ترکیه به نام «علی پولاد» است.
طرح احداث بنای یادمان شمس تبریزی در سال ۱۳۸۷ خورشیدی توسط شهردار و اعضای شورای اسلامی شهر تبریز مطرح شد. پس از این تاریخ، مسابقه‌ای جهت برگزیدن بهترین طراحی این بنای یادمان برگزار شده و سرانجام طرح برگزیده انتخاب گردید.
بنای یادمان شمس تبریزی برطبق برخی پیش‌بینی‌ها تا سال ۱۳۹۱ خورشیدی به بهره‌برداری خواهد رسید. با توجه به تقدس عدد ۸ در اسلام و نیز درب‌های هشت‌گانهٔ بهشت، این بنا از ۸ منارهٔ ۴۰ متری تشکیل یافته‌است.